# Wieprz (gmina)
Pour les articles homonymes, voir Wieprz (homonymie).
Wieprz est une gmina rurale du powiat de Wadowice, Petite-Pologne, dans le sud de la Pologne. Son siège est le village de Wieprz, qui se situe environ 10 km à l'ouest de Wadowice et 46 km au sud-ouest de la capitale régionale Cracovie.
La gmina couvre une superficie de 74,51 km2 pour une population de 11 493 habitants.

## Géographie
La gmina inclut les villages de Frydrychowice, Gierałtowice, Gierałtowiczki, Nidek, Przybradz et Wieprz.
La gmina borde les gminy de Andrychów, Kęty, Osiek, Polanka Wielka, Przeciszów, Tomice, Wadowice et Zator.